# Jerzy I Ghisi
Jerzy I Ghisi (włos. Giorgio Ghisi, zm. 1311) – trzeci wenecki władca Tinos i Mykonos w latach 1303-1311, baron Chalandritsy w latach 1285/1286-1311. 

## Życiorys
Był synem Bartłomieja I Ghisi. Nim objął wyspy po ojcu od roku 1285/1286 był baronem Chalandritsy na Peloponezie. 
Zginął w Bitwie nad rzeką Kefissos w 1311 roku. Jego następcą był syn Bartłomiej II Ghisi. 